# Nadan Albaneže
Nadan Albaneže, hrvatski šahist. Jedan od znamenitih šahista u Hrvatskoj u Kraljevini Jugoslaviji i znamenitih imena hrvatskog šaha. U šahu je veliki trag ostavio u Varaždinu kao ljubitelj šaha i organizator, dok kao igrač nije toliko značajan. Doprvak Varaždina 1953. godine iza Josipa Kovačića. Nosio čin majora JNA. Nadan Albaneže se spominje i kao tenisač, član ISSK Maribora.